# Maikkalanselkä
Maikkalanselkä är en sjö i Lojo stad i Finland.   Den ligger i landskapet Nyland, i den södra delen av landet, 50 km väster om huvudstaden Helsingfors. Maikkalanselkä ligger 31,7 meter över havet. Arean är 3,6 kvadratkilometer och strandlinjen är 26,7 kilometer lång. Sjön  ingår i Karisåns huvudavrinningsområde. 
I övrigt finns följande i Maikkalanselkä:
- Kivisaari (en ö)